# Gaëtan de Raxi de Flassan
Gaëtan de Raxi de Flassan (ou Raxis de Flassan) est un diplomate et historien français né le 7 juin 1760 à Bédoin dans le Comtat Venaissin et mort le 20 mars 1845 à Paris.

## Biographie
Il est le fils de Joseph Dominique de Raxis, officier supérieur des troupes pontificales, et de Marie-Thérèse de Joannis de Verclos, et compte une sœur, Ernestine-Olympe, et quatre frères (dont Joseph-Ignace, lieutenant de Vaisseau, Charles Joseph Ignace, officier aux armées du Pape, et Louis-Anselme, capitaine au Régiment de Dragons de M. le Dauphin), tous Chevaliers de Malte et de Saint Louis.
D'abord élève des Jésuites du collège de la Flèche, il fait l'école militaire de Paris, se rend à plusieurs reprises à Rome où se trouve son père.
Par la suite, Gaëtan de Raxis de Flassan devient professeur à la chaire d'histoire de Saint Germain.
Chef de Cabinet du Duc de Talleyrand-Périgord en 1810, il est nommé historiographe au Ministère des affaires étrangères par Louis XVIII où il accompagna la France pour le congrès de Vienne en 1815.

## Blasonnement
Les armes de la famille de Raxis se blasonnent ainsi : Gueules à la bande ondée d’argent, au chef d’or chargé d’une aigle éployée de sable, couronnée de même, membrée et becquée de gueules. Timbre : Couronne royale à l’antique à pointes aigües. L’écu est adossé à un trident dont les pointes surpassent la couronne.

## Œuvres
Il est l'auteur de :
- La question du divorce sous le rapport de la politique et de la morale (in-8)
- De la pacification de l'Europe (1802, in-8)
- De la colonisation de Saint Domingue (1804, in-8)
- Histoire générale et raisonnée de la Diplomatie française depuis la fondation de la Monarchie jusqu'à la fin du règne de Louis XVI (Paris et Strasbourg 1808-1811, 7 volumes, in-8).
- De la restauration politique de l'Europe et de la France ; des Bourbons de Naples (1814, in-8)
- Histoire du Congrès de Vienne (1829)
- Lettre de M. le Prince de Polignac à M. de Flassan et réponse justificative de M. de Flassan (Paris 1830, in-8)
- De la neutralité perpétuelle de la Belgique (Paris 1831, in-8)
- De la question d'Orient et de la neutralité perpétuelle de l'Égypte (Paris 1840, in-8).